# آسیست اوشوآلا
آسیست اوشوآلا (انگلیسی: Asisat Oshoala؛ زادهٔ ۹ اکتبر ۱۹۹۴) بازیکن فوتبال اهل نیجریه است.
از باشگاه‌هایی که در آن بازی کرده‌است می‌توان به تیم فوتبال زنان آرسنال، باشگاه فوتبال زنان لیورپول، و باشگاه فوتبال زنان بارسلونا اشاره کرد.
وی همچنین در تیم‌های ملی فوتبال تیم ملی فوتبال زیر ۲۰ سال زنان نیجریه و زنان نیجریه بازی کرده‌است.
وی در مسابقات کشوری و بین‌المللی در مجموع برندهٔ ۳ مدال طلا شده‌است.